# Средњошколски центар „Пале“
Средњошколски центар Пале је установа задужена за средњошколско образовање на подручју општине Пале у Републици Српској. Основана је 1976. године. У школи је запослено 86 радника. (децембар 2019)

## Смјерови
Школа садржи четири образовне структуре:
- Гимназија — општи смјер
- Машинство и обрада метала — машински техничар, машински техничар за компјутерско конструисање
- Угоститељство и туризам — туристички техничар, угоститељски техничар и кулинарски техничар
- Геодезија и грађевинарство — грађевински техничар и архитектонски техничар.